# Freby
Freby var en medeltida gård i Åsbo socken, Boxholms kommun. Den bestod av 1⁄2 hemman.
Äldsta belägg för gården är 1543.  Omkring 1950 fanns, enligt ekonomiska kartan, bebyggelse på gårdsplatsen, men den har sedan rivits.

## Brukare av gården
Gården delades mellan fadern Jonas Svensson och sonen Sven Jonsson mellan år 1801-1808.
| Period    | Namn             | Levnadstid |
| --------- | ---------------- | ---------- |
| -1784     | Sven Johansson   | 1716-      |
| 1784-1785 | Fredric Segerman |            |
| 1785-1786 | Olof Persson     |            |
| 1786-1791 | Lars Andersson   | 1755-      |
| 1787-1791 | Gustaf Nilsson   | 1751-      |

## Torp och backstugor
Följande stugor har funnits under Frebys ägor:
- Öna (var ett soldattorp, 1776 brann det ner men byggdes sedan upp)
- Rotbäcken
- Nyborg
- Näset